# Nambikwara
Les Nambikwara sont un peuple autochtone du Nord-Ouest du Mato Grosso (Brésil central).

## Présentation
Les Nambikwara sont aujourd'hui très peu nombreux (un peu plus de mille individus en 1999 alors qu'ils étaient plus ou moins 20 000 d'après Cândido Rondon au début du XXe siècle. Selon des estimations de l'anthropologue David Price, ils étaient plutôt environ 5 000 au début du XXe siècle; 550 en 1969, selon un recensement qu'il avait lui-même effectué; et 1 950 en 2010, selon un recensement effectué par la Fondation nationale pour la santé du Brésil (FUNASA, Fundação Nacional de Saúde (pt)) .
Ils parlent un ensemble d'une quarantaine de langues : les langues nambikwaranes. Certaines, comme le sabanê, sont près de disparaître (avec seulement trois locuteurs vivants). D'autres, comme le Nambikwara du sud, sont encore parlées par plus d'un millier d'individus.
Les Nambikwara sont entrés en contact avec des Européens dès le début du XXe siècle. En 1909, un ingénieur militaire, Cândido Rondon, et ses assistants, dont Severiano Godofredo d'Albuquerque, les approchèrent afin de les convaincre de construire une ligne de télégraphe . Progressivement, certains Nambikwara devinrent dépendants de leurs cadeaux, en particulier des machettes et autres objets en métal, des habits et des hamacs . De tels contacts ont provoqué des épidémies, conduisant à une chute drastique de la population nambikwara .

## Les Nambikwara dans le regard de Claude Lévi-Strauss
Les Nambikwara ont été observés par Claude Lévi-Strauss, son épouse Dina Dreyfus et un collègue brésilien, Luís de Castro Faria (pt), lors de son expédition de 1938. Il en fit le sujet de sa thèse complémentaire de doctorat en 1948 (La vie familiale et sociale des indiens Nambikwara). Lévi-Strauss reprendra ces observations dans Tristes Tropiques publié en 1955 et fera ainsi largement connaître les Nambikwara.
Ils se distinguent par une culture matérielle réduite au minimum, ignorant même le hamac. Leurs voisins Paressi les appellent d'ailleurs « ceux qui dorment à même le sol ». Leur activité est dépendante du cycle saisonnier. Durant la saison sèche ils se divisent en bandes de quelques familles et vivent de la chasse (s'aidant avec du curare) et de la cueillette, les femmes agrémentant le repas de quelques baies sauvages, racines et, au besoin, de lézards et de sauterelles. Durant la saison des pluies quelques bandes se réunissent au sein de villages provisoires où ils pratiquent l'agriculture (maïs, manioc, tabac, arachides, etc.) et la pêche. Aujourd'hui (2008), certains groupes habitent des maisons construites en feuille de palme et s'allongent sur des lits en bois ou sur des couvertures.
Lors de son séjour, Lévi-Strauss comprend qu'il assiste en direct à l'agonie d'un peuple. Il décrit « une société humaine réduite à sa plus simple expression, diminuée ».

## Controverse
Les observations de Claude Lévi-Strauss sur le « nomadisme saisonnier » des Nambikwara sont critiquées par les ethnologues Paul Aspelin et David Price,, pour qui les Nambikwara, observés trente ans plus tard en 1968, apparaissent sédentaires.